# Luis Lucía Lucía

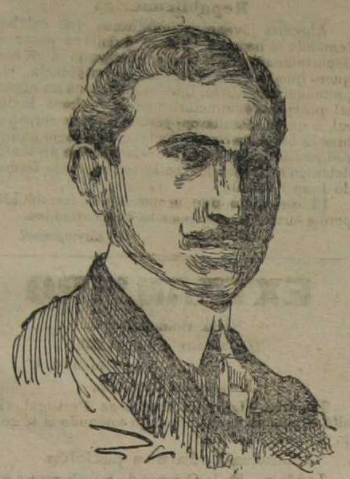
Luis Lucía Lucía

Luis Lucía Lucía (Coves de Vinromá, 1888 - Valencia, 5 januari 1943) was een Spaans rooms-katholiek politicus.
Luis Lucía werd geboren in Coves de Vinromá, maar groeide op in Valencia, waar hij uitgroeide tot een belangrijk regionaal politicus. Hij werd hoofdredacteur van het dagblad Diario de Valencia (1912-1914; 1918-1936). Nog voor de republiek werd uitgeroepen vormde hij de Derecho Regional Valenciana (DRV) in januari 1930. De DRV was katholiek en streefde naar autonomie voor Valencia. In maart 1933 sloot de DRV zich aan bij de Confederación Española de Derechas Autónomas (CEDA), een bundeling van (centrum-)rechtse partijen onder leiding van José María Gil-Robles, die voorzitter van de CEDA werd. Luis Lucía werd vicevoorzitter.
Luis Lucía vertegenwoordigde de democratische centrumvleugel binnen de CEDA.
De verkiezingen van november 1933 werden door de CEDA gewonnen, maar president Niceto Alcalá Zamora gaf niet Gil Robles, maar de leider van Partido Repbulicana Radical, Alejandro Lerroux, de opdracht om een regering te vormen. De CEDA werd niet in de regering opgenomen, maar gedoogde de regering-Lerroux wel. In oktober 1934 toen Lerroux 3 leden van de CEDA opnam in de regering brak er een linksgeoriënteerde opstand uit die hardhandig door het leger werd onderdrukt.
Lucía was van mei tot september 1935 minister van Communicatie onder premier Lerroux en van september tot december 1935 onder premier Joaquín Chapaprieta Torregrosa. In februari 1936 won het linkse Volksfront de verkiezingen en sindsdien had de CEDA geen zitting meer in de regering, maar vormde zij de voornaamste oppositie. 
Op 18 juli 1936, aan het begin van de Spaanse Burgeroorlog, zond Lucía een telegram aan de regering in Madrid waarin hij zijn aanhankelijkheid betoonde aan de republiek en zich nadrukkelijk tegen de nationalisten keerde. In februari 1937 viel Lucía in handen van een groep anarchisten en hij werd opgesloten. In februari 1939 viel hij in handen van Franco's nationalisten. Voor een rechtbank werd hij ter dood veroordeeld, maar de straf werd omgezet in 30 jaar gevangenisstraf in de een gevangenis in Barcelona. In 1941 werd hij verbannen naar Palma de Mallorca. Later mocht hij naar Valencia terugkeren en werd onder huisarrest gesteld. Luis Lucía overleed op 5 januari 1943.
- Biblioteca Nacional de España: XX1168822
- Catàleg d'autoritats de noms i títols de Catalunya: 981058512605806706
- Gemeinsame Normdatei: 124106315
- International Standard Name Identifier: 0000 0000 5931 8102
- Library of Congress Control Number: n2002041659
- Système universitaire de documentation: 070666725
- Virtual International Authority File: 57537719
- WorldCat: E39PBJjxvWgfJPxyD9WtMrxFKd